# Desmella clarinetta
Desmella clarinetta är en tvåvingeart som först beskrevs av Munro 1939.  Desmella clarinetta ingår i släktet Desmella och familjen borrflugor. Inga underarter finns listade i Catalogue of Life.